# Леконт, Патрис
Патри́с Леко́нт (фр. Patrice Leconte; род. 12 ноября 1947, Париж) — французский кинорежиссёр и сценарист.

## Биография
Ещё в раннем возрасте Патрис Леконт решил стать режиссёром. В 1969 году окончил Высшую школу кинообразования (IDHEC). Несмотря на то, что всегда мечтал руководить творческим процессом, следующие шесть лет пишет сценарии для журнала Pilote. В 1976 году, после ряда удачных короткометражных лент («Лаборатория ужаса» / Le laboratoire de l’angoisse), «проваливается» его дебютный фильм «Туалет был заперт изнутри» (Les Vécés étaient fermés de l’interieur). В фильме в главных ролях снимались Колюш и Жан Рошфор. Успех приходит после фильма «Загорелые» (Les Bronzés, 1978). Популярность картины подталкивает режиссёра в 1979 году снять продолжение — «Загорелые на лыжах» (Les Bronzés font du ski). В точно таком же жанре Патрис Леконт снимает следующие три фильма: «Заходи — я живу у подруги» (Viens chez moi, j’habite chez une copine), «Мою жену зовут Вернись» (Ma femme s’appelle reviens) и «Проходите, здесь не на что смотреть» (Circulez y’a rien à voir). После ряда успешных комедий режиссёр решил изменить свои жанровые пристрастия и поставил боевик, с легким комедийным уклоном — «Специалисты» (Les Spécialistes, 1985). Благодаря тёплому приёму у зрителей Леконт вновь обращается к новому для себя жанру — в 1987 году выходит «Тандем».
В 1989 году Патрис Леконт по предложению французского продюсера Филиппа Каркассона снимает картину «Мсье Ир» (Monsieur Hire) — экранизацию одноимённого романа Жоржа Сименона, в которой он всё глубже обращается к исследованию подводных течений человеческих судеб и поступков. Фильм получает престижную премию Деллюка и номинируется на «Сезар». Затем Леконт ставит своеобразную трилогию о вечном поединке мужчин и женщин, поиске идеальной любви — «Муж парикмахерши» (Le Mari De La Coiffeuse, 1991), «Танго» (Tango, 1993), «Аромат Ивонн» (Le Parfum d’Yvonne, 1994). Однако эти фильмы не приобрели такой популярности, как вышедшая в 1996 году историческая картина «Насмешка» (Ridicule), отмеченная премиями «Сезар» (за фильм и режиссуру) и номинированная на премию «Оскар».
В 1998 году появляется боевик «Один шанс на двоих» (Une chance sur deux) с Аленом Делоном и Жаном-Полем Бельмондо. В главной женской роли Ванесса Паради, как и в чёрно-белой мелодраме 1999 года «Девушка на мосту» (La Fille sur le pont). Тема «Девушки на мосту» нашла продолжение в фильме «Феликс и Лола» (Félix et Lola), снятом в 2001 году с Шарлоттой Генсбур и Филиппом Торретоном в главных ролях. В 2004 году он снял фильм «Откровенное признание», рассказывающий о женщине (Сандрин Боннер), которая во время первой встречи с психоаналитиком перепутала двери и зашла к налоговому консультанту (Фабрис Лукини); в результате именно он становится её «психоаналитиком». А в 2006 году Патрис Леконт снял третью часть своего первого успешного фильма — «Весёлые и загорелые» (Les Bronzés 3: amis pour la vie).
5 июня 2014 года в российский прокат выходит лента «Обещание» с Ребеккой Холл и Аланом Рикманом в главных ролях. Это экранизация романа Стефана Цвейга «Путешествие в прошлое». Мировая премьера фильма Леконта состоялась на кинофестивале в Венеции.

## Фильмография
- 1971 — Лаборатория ужаса (короткометражный) / Le laboratoire de l’angoisse (short)
- 1976 — Туалет был заперт изнутри / Les Vécés étaient fermés de l’interieur
- 1978 — Загорелые / Les Bronzés
- 1979 — Загорелые на лыжах / Les Bronzés font du ski
- 1981 — Заходи, я живу у подруги / Viens chez moi, j’habite chez une copine
- 1982 — Мою жену зовут Вернись / Ma femme s’appelle reviens
- 1983 — Проходите, здесь нечего смотреть / Circulez y’a rien à voir
- 1985 — Специалисты / Les Spécialistes
- 1987 — Тандем / Tandem
- 1989 — Мсье Ир / Monsieur Hire
- 1990 — Муж парикмахерши / Le Mari De La Coiffeuse
- 1993 — Танго / Tango
- 1994 — Аромат Ивонн / Le Parfum d’Yvonne
- 1995 — Ударник Болеро / Le Batteur Du Boléro
- 1995 — Люмьер и компания / Lumière et compagnie
- 1996 — Большое турне / Les Grands ducs
- 1996 — Насмешка / Ridicule
- 1998 — Один шанс на двоих / Une chance sur deux
- 1999 — Девушка на мосту / La Fille sur le pont
- 2000 — Вдова с острова Сен-Пьер / La Veuve de Saint-Pierre
- 2001 — Феликс и Лола / Félix et Lola
- 2002 — Улица наслаждений / Rue des plaisirs
- 2002 — Человек с поезда / L’homme du train
- 2004 — Откровенное признание / Confidences trop intimes
- 2004 — Догора, открой глаза! / Dogora: Ouvrons les yeux
- 2006 — Весёлые и загорелые / Les Bronzés 3: amis pour la vie
- 2006 — Мой лучший друг / Mon meilleur ami
- 2008 — Война красавиц / La guerre des miss
- 2011 — Увидеть море / Voir la mer
- 2012 — Магазинчик самоубийств / Le Magasin des Suicides
- 2013 — Обещание / A Promise
- 2014 — Ни минуты покоя / Une heure de tranquillité
- 2022 — Мегрэ и таинственная девушка / Maigret